# Rousset-Serre-Ponçon
Pour les articles homonymes, voir Rousset.
Rousset-Serre-Ponçon (anciennement Rousset jusqu'au 31 décembre 2024) est une commune française située dans le département des Hautes-Alpes, en région Provence-Alpes-Côte d'Azur.
Ses habitants sont les Roussetiers.

## Géographie

### Localisation
Rousset-Serre-Ponçon est située au sud du département des Hautes-Alpes, en bordure nord du lac de Serre-Ponçon.
Elle est située à 16,1 km au sud-est du chef-lieu du département Gap et à 7,8 km au sud-sud-ouest du chef-lieu du canton Chorges.

### Communes limitrophes
Elle est limitrophe avec 4 communes : Chorges, Espinasses, Le Sauze-du-Lac ainsi que La Bréole dans le département limitrophe des Alpes-de-Haute-Provence.
|            |                      | Chorges         |
|            | Rousset-Serre-Ponçon | Le Sauze-du-Lac |
| Espinasses |                      | La Bréole       |

### Géologie et relief
Le nord de la commune est bordé par une barre rocheuse, dont le point culminant, « la Viste », est à 1 447 mètres d'altitude.

### Hydrographie
L'est Rousset est bordée par le lac de Serre-Ponçon, le sud de la commune par la Durance. Le village est traversé par le « torrent des Beynets ». Le territoire communal comptent plusieurs autres torrents, se jetant dans le lac : le « Torrent des Glaisoles », le « Torrent de la Gorge », le « Torrent de Rolland », qui est doté d'une cascade remarquable, le « Saut de Rolland ». Ce dernier reçoit les eaux des « Torrent de la Pisse » et « Torrent de Lentement ».

### Transports
Sur la commune, y passe la route départementale 3, reliant la route départementale 900B au carrefour situé au lieu-dit les Celliers, près de la commune limitrophe d'Espinasses, à Chorges par le col Lebraut (1 110 m d'altitude). C'est la route départementale 103 qui assure la desserte du village, à 2 km du carrefour avec la RD 3, lequel est à proximité d'un point informations ouvert au public sur le barrage de Serre-Ponçon.

### Climat
Pour des articles plus généraux, voir Climat de Provence-Alpes-Côte d'Azur et Climat des Hautes-Alpes.
En 2010, le climat de la commune est de type climat méditerranéen altéré, selon une étude du Centre national de la recherche scientifique s'appuyant sur une série de données couvrant la période 1971-2000. En 2020, Météo-France publie une typologie des climats de la France métropolitaine dans laquelle la commune est exposée à un climat de montagne ou de marges de montagne et est dans la région climatique Alpes du sud, caractérisée par une pluviométrie annuelle de 850 à 1 000 mm, minimale en été.
Pour la période 1971-2000, la température annuelle moyenne est de 10,5 °C, avec une amplitude thermique annuelle de 18,4 °C. Le cumul annuel moyen de précipitations est de 931 mm, avec 7,3 jours de précipitations en janvier et 5,3 jours en juillet. Pour la période 1991-2020, la température moyenne annuelle observée sur la station météorologique de Météo-France la plus proche, « Turriers », sur la commune de Turriers à 9 km à vol d'oiseau, est de 10,6 °C et le cumul annuel moyen de précipitations est de 795,7 mm. 
La température maximale relevée sur cette station est de 40 °C, atteinte le 23 août 2023 ; la température minimale est de −17 °C, atteinte le 1er février 2010,,.
Les paramètres climatiques de la commune ont été estimés pour le milieu du siècle (2041-2070) selon différents scénarios d'émission de gaz à effet de serre à partir des nouvelles projections climatiques de référence DRIAS-2020. Ils sont consultables sur un site dédié publié par Météo-France en novembre 2022.

## Urbanisme

### Typologie
Au 1er janvier 2024, Rousset est catégorisée bourg rural, selon la nouvelle grille communale de densité à 7 niveaux définie par l'Insee en 2022.
Elle est située hors unité urbaine. Par ailleurs la commune fait partie de l'aire d'attraction de Gap, dont elle est une commune de la couronne,. Cette aire, qui regroupe 73 communes, est catégorisée dans les aires de 50 000 à moins de 200 000 habitants,.
La commune, bordée par un plan d’eau intérieur d’une superficie supérieure à 1 000 hectares, le lac de Serre-Ponçon, est également une commune littorale au sens de la loi du 3 janvier 1986, dite loi littoral. Des dispositions spécifiques d’urbanisme s’y appliquent dès lors afin de préserver les espaces naturels, les sites, les paysages et l’équilibre écologique du littoral, tel le principe d'inconstructibilité, en dehors des espaces urbanisés, sur la bande littorale des 100 mètres, ou plus si le plan local d’urbanisme le prévoit.

### Occupation des sols
L'occupation des sols de la commune, telle qu'elle ressort de la base de données européenne d’occupation biophysique des sols Corine Land Cover (CLC), est marquée par l'importance des forêts et milieux semi-naturels (71,4 % en 2018), une proportion sensiblement équivalente à celle de 1990 (71,7 %). La répartition détaillée en 2018 est la suivante : 
forêts (35,6 %), espaces ouverts, sans ou avec peu de végétation (26 %), eaux continentales (16,5 %), milieux à végétation arbustive et/ou herbacée (9,8 %), prairies (6,1 %), zones agricoles hétérogènes (3,4 %), espaces verts artificialisés, non agricoles (0,9 %), zones urbanisées (0,8 %), zones industrielles ou commerciales et réseaux de communication (0,8 %).
L'évolution de l’occupation des sols de la commune et de ses infrastructures peut être observée sur les différentes représentations cartographiques du territoire : la carte de Cassini (XVIIIe siècle), la carte d'état-major (1820-1866) et les cartes ou photos aériennes de l'IGN pour la période actuelle (1950 à aujourd'hui).

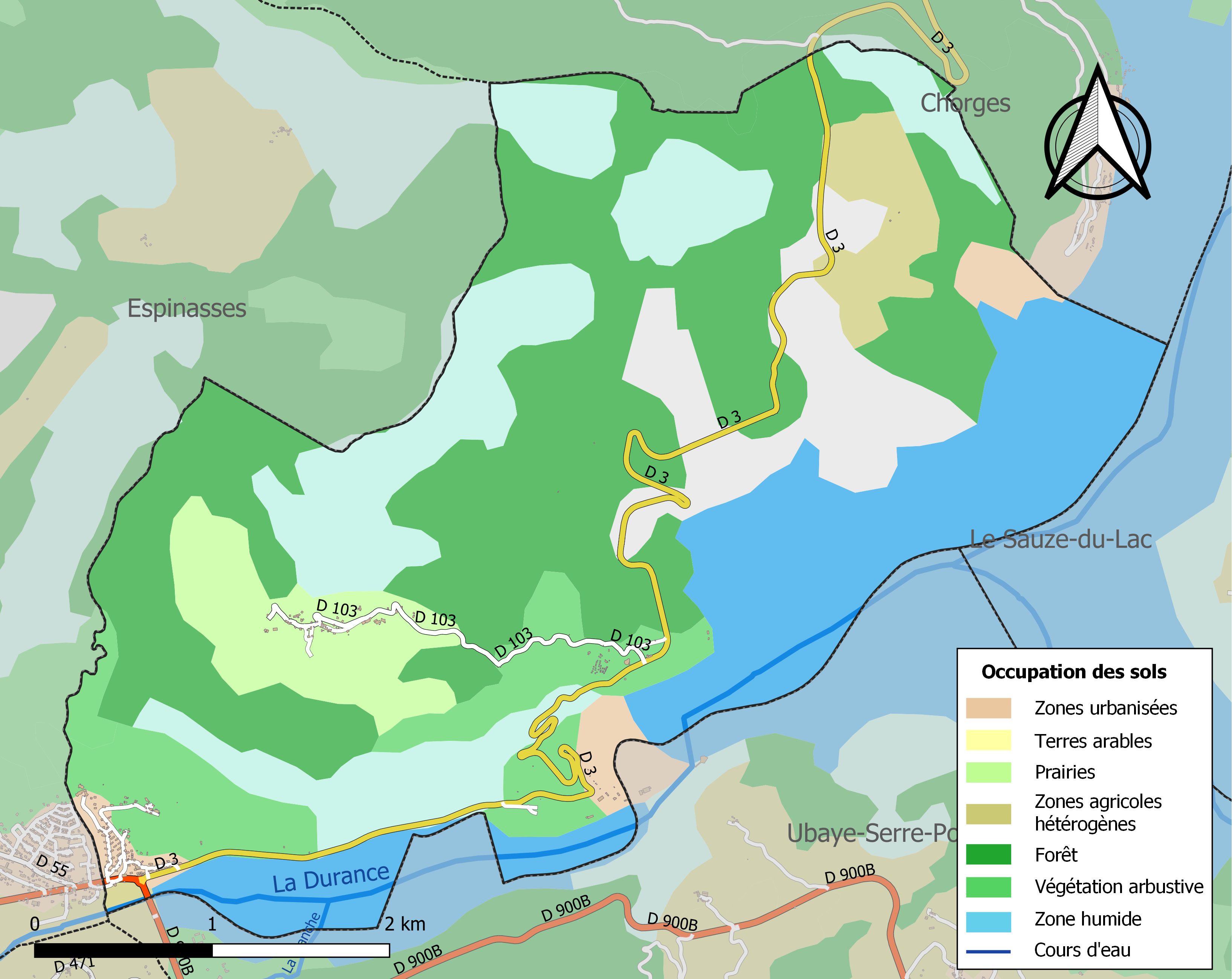
Carte de l'occupation des sols de la commune en 2018 (CLC).

## Toponymie
Le nom de la localité se retrouve dans un document conservé à la Bibliothèque Vaticane daté de l'année 528.
Il y signale l'existence d'un ermitage où vit un certain Rufus, ( Capella Eremitarum
vocamus Rufus propre Durantia) ; ermite appelé Rufus ou homme aux cheveux roux. La forme latine Rossetum en 1050 puis Roset en 1080 dans le cartulaire du prieuré de Salagon qui possède des terres en ce lieu et en fixe les fermages
Rosset en occitan.
Le 8 août 2024, la modification du nom de la commune en Rousset-Serre-Ponçon est parue au Journal officiel pour une date d'effet au 1er janvier 2025.

## Politique et administration

### Liste des maires
| Période                                  | Période   | Identité           | Étiquette | Qualité                                       |
| ---------------------------------------- | --------- | ------------------ | --------- | --------------------------------------------- |
| Les données manquantes sont à compléter. |           |                    |           |                                               |
| 1871                                     | 1876      | Casimir Pellautier |           |                                               |
| 1876                                     | 1881      | Michel Chaîne      |           |                                               |
| 1881                                     | 1884      | Fidèle Arnaud      |           |                                               |
| 1884                                     | 1888      | Michel Chaîne      |           |                                               |
| 1888                                     | 1892      | Fidèle Arnaud      |           |                                               |
| 1892                                     | 1896      | Fidèle Disdier     |           |                                               |
| 1896                                     | 1900      | Fidèle Mauduech    |           |                                               |
| 1900                                     | 1904      | Casimir Disdier    |           | décédé en 1903, remplacé par Antoine Allemand |
| 1904                                     | 1912      | Antoine Allemand   |           |                                               |
| 1912                                     | 1919      | Antoine Ferrenq    |           |                                               |
| 1919                                     | 1925      | Oscar Chaîne       |           |                                               |
| 1925                                     | 1935      | Félix Arnaud       |           |                                               |
| 1935                                     | 1944      | Auguste Fache      |           |                                               |
| 1944                                     | 1945      | Marius Durand      |           |                                               |
| 1945                                     | 1959      | Marcel Boudouard   |           |                                               |
| 1959                                     | 1965      | Paul Plantier      |           |                                               |
| 1965                                     | 1971      | Félix Arnaud       |           |                                               |
| 1971                                     | 1977      | Raymond Illarine   |           |                                               |
| 1977                                     | 1987      | Joseph Barneaud    |           |                                               |
| 1987                                     | 1988      | Pierre Albentoza   |           |                                               |
| mars 1988                                | mars 2001 | André O'Connell    | DVD       |                                               |
| mars 1995                                | mars 2008 | André Izoard       |           |                                               |
| mars 2008                                | En cours  | Catherine Saumont, |           | Commerçante                                   |

### Intercommunalité
Rousset-Serre-Ponçon fait partie:
- de 1995 à 2017, de la communauté de communes du Pays de Serre-Ponçon ;
- À partir du 1er janvier 2017, de la communauté de communes Serre-Ponçon Val d'Avance[27].

## Population et société

### Démographie
L'évolution du nombre d'habitants est connue à travers les recensements de la population effectués dans la commune depuis 1793. Pour les communes de moins de 10 000 habitants, une enquête de recensement portant sur toute la population est réalisée tous les cinq ans, les populations de référence des années intermédiaires étant quant à elles estimées par interpolation ou extrapolation. Pour la commune, le premier recensement exhaustif entrant dans le cadre du nouveau dispositif a été réalisé en 2006.

En 2022, la commune comptait 168 habitants, en évolution de −6,15 % par rapport à 2016 (Hautes-Alpes : +0,4 %, France hors Mayotte : +2,11 %).
| 1793 | 1800 | 1806 | 1821 | 1831 | 1836 | 1841 | 1846 | 1851 |
| ---- | ---- | ---- | ---- | ---- | ---- | ---- | ---- | ---- |
| 180  | 183  | 187  | 186  | 178  | 174  | 169  | 164  | 176  |

| 1856 | 1861 | 1866 | 1872 | 1876 | 1881 | 1886 | 1891 | 1896 |
| ---- | ---- | ---- | ---- | ---- | ---- | ---- | ---- | ---- |
| 195  | 200  | 222  | 193  | 225  | 224  | 211  | 208  | 197  |

| 1901 | 1906 | 1911 | 1921 | 1926 | 1931 | 1936 | 1946 | 1954 |
| ---- | ---- | ---- | ---- | ---- | ---- | ---- | ---- | ---- |
| 177  | 166  | 176  | 163  | 189  | 193  | 167  | 154  | 228  |

| 1962 | 1968 | 1975 | 1982 | 1990 | 1999 | 2006 | 2011 | 2016 |
| ---- | ---- | ---- | ---- | ---- | ---- | ---- | ---- | ---- |
| 275  | 174  | 156  | 127  | 172  | 176  | 171  | 159  | 179  |

| 2021 | 2022 | - | - | - | - | - | - | - |
| ---- | ---- | - | - | - | - | - | - | - |
| 172  | 168  | - | - | - | - | - | - | - |

### Enseignement
Il n'y a pas d'école à Rousset-Serre-Ponçon. Les élèves se rendent à l'école d'Espinasses, qui dépend de l'académie d'Aix-Marseille. L'école primaire « Le Clap » d'Espinasses accueille 90 enfants.

### Santé
Plusieurs professionnels de santé sont installés à Rousset-Serre-Ponçon, dont 2 médecins, 1 cabinet d'infirmiers ou 1 pharmacie.

## Lieux et monuments
- Le château de Rousset-Serre-Ponçon.
- L'église de l'Assomption de Rousset-Serre-Ponçon.
- Le lac de Serre-Ponçon, aménagement artificiel, ainsi que son barrage.
- Chapelle Notre-Dame des Celliers.

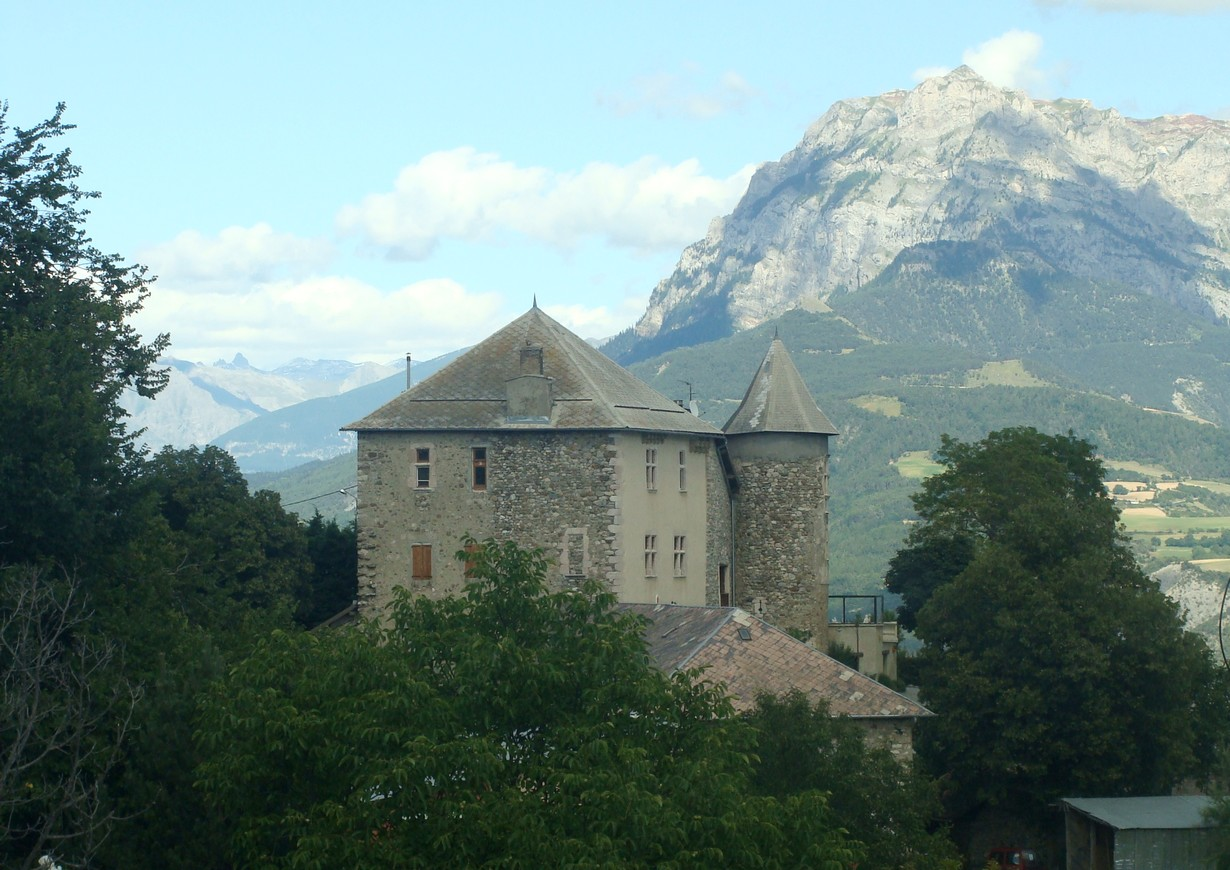
Château.
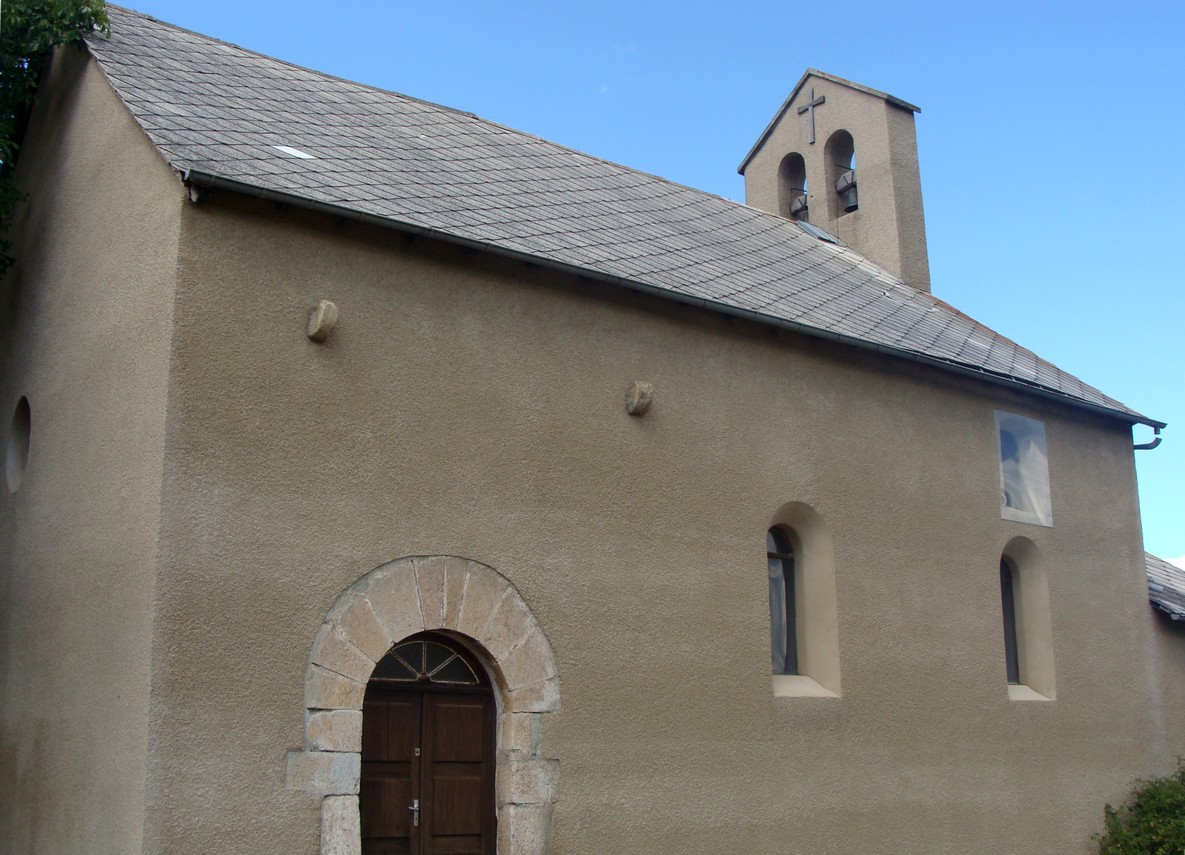
Église.
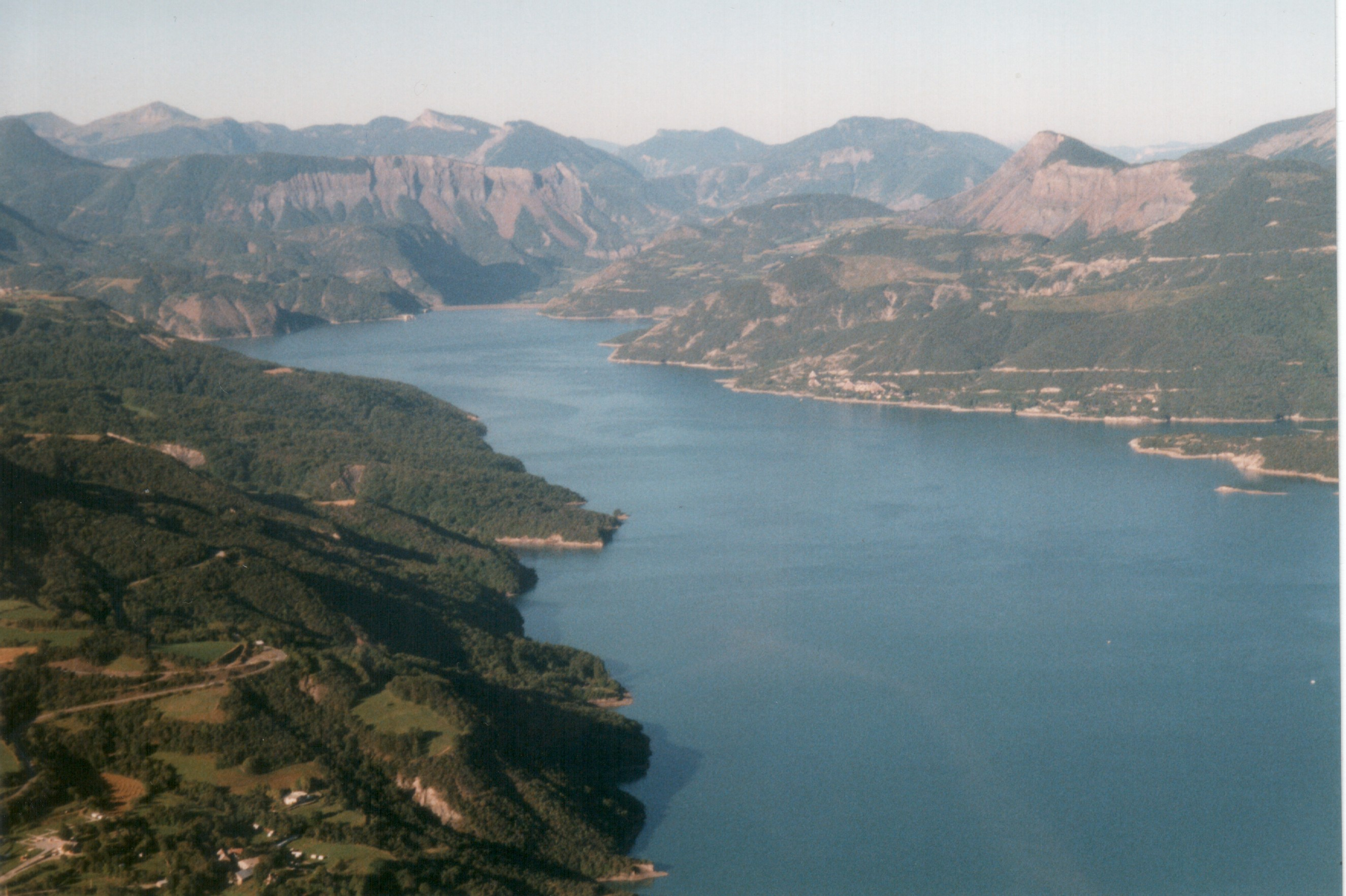
Lac de Serre-Ponçon.

## Culture

### Cinéma
- Le court-métrage Dramonasc, réalisé par Céline Gailleurd et Olivier Bohler a été tourné en partie dans la commune en 2017.

## Personnalités liées à la commune
- Le surréaliste juif roumain Victor Brauner, n'ayant pu avoir de visa pour les États-Unis, s'est réfugié in extremis pendant la Seconde Guerre mondiale au Celliers, le hameau en contrebas de Rousset et y resta jusqu'à la Libération.

## Héraldique
| Blason de Rousset-Serre-Ponçon | Blason  | De gueules à la croix vidée, cléchée et pommetée d'argent. |
| Blason de Rousset-Serre-Ponçon | Détails | Site Internet de la commune, 2012.                         |